# Eptesicus guadeloupensis
Eptesicus guadeloupensis (Genoways & Baker, 1975) è un pipistrello della famiglia dei Vespertilionidi endemico dell'isola di Guadalupa.

## Descrizione

### Dimensioni
Pipistrello di medie dimensioni, con la lunghezza totale tra 129 e 133 mm, la lunghezza dell'avambraccio tra 49,6 e 51,5 mm, la lunghezza della coda tra 54 e 60 mm, la lunghezza del piede tra 11 e 14 mm, la lunghezza delle orecchie tra 22,5 e 24 mm.

### Aspetto
Le parti dorsali sono nerastre con la punta dei peli marrone scura, mentre le parti ventrali sono nerastre con la punta dei peli giallo-brunastra o bianca. Il muso è largo, con due masse ghiandolari sui lati. Gli occhi sono piccoli. Le orecchie sono lunghe, triangolari e ben separate tra loro. Le membrane alari sono nerastre. La punta della lunga coda si estende leggermente oltre l'ampio uropatagio. Il cariotipo è 2n=50 FNa=48.

## Biologia

### Comportamento
Si rifugia probabilmente tra il denso fogliame degli alberi.

### Alimentazione
Si nutre di insetti.

### Riproduzione
Una giovane femmina ed una che aveva appena terminato l'allattamento sono state catturate ne mese di luglio.

## Distribuzione e habitat
Questa specie è conosciuta soltanto sull'isola caraibica di Guadalupa.
Vive nelle foreste a galleria dell'isola.

## Conservazione
La IUCN Red List, considerato il declino della popolazione e l'areale limitato, classifica E.guadeloupensis come specie vulnerabile (VU).